# Leones de Ponce (basket-ball)
Les Leones de Ponce, ou Ponce Lions, sont un club portoricain de basket-ball évoluant en Baloncesto Superior Nacional, soit le plus haut niveau du championnat portoricain. Le club est basé dans la ville de Ponce. 
La section basket-ball est une des composantes du Leones de Ponce qui comprend également une équipe de baseball et une équipe de volleyball.

## Palmarès
- Champion de Porto Rico : 1952, 1954, 1960, 1961, 1964, 1965, 1966, 1990, 1992, 1993, 2002, 2004, 2014, 2015

## Entraîneurs successifs
- 1952-1954 :  Tex Winter
- 1960 :  Howie Shannon
- 1963-1967 :  Red Holzman
- 1992-1993 :  Julio Toro
- ? :  Flor Meléndez
- 2004-2006 :  Manolo Cintrón
- 2018- :  Wilhelmus Caanen

## Joueurs célèbres ou marquants
- Bobby Joe Hatton
- Manuel Narváez